# Gare d'Is-sur-Tille
La gare d'Is-sur-Tille est une gare ferroviaire française de la ligne de Dijon-Ville à Is-sur-Tille, située sur le territoire de la commune de Marcilly-sur-Tille, à proximité d'Is-sur-Tille, dans le département de la Côte-d'Or et en région Bourgogne-Franche-Comté.
Elle est ouverte en 1872 par la Compagnie des chemins de fer de Paris à Lyon et à la Méditerranée (PLM).
C'est une gare de la Société nationale des chemins de fer français (SNCF), desservie par des trains régionaux des réseaux TER Bourgogne-Franche-Comté et TER Grand Est.

## Situation ferroviaire
Établie à 273 mètres d'altitude, la gare d'Is-sur-Tille est située au point kilométrique (PK) 346,806 de la ligne de Dijon-Ville à Is-sur-Tille, dont elle est le terminus après la gare de Gemeaux.
C'est une gare de bifurcation, origine de la ligne d'Is-sur-Tille à Culmont - Chalindrey (avant la gare fermée de Selongey) et située au pK 305,703 de la ligne de Saint-Julien (Troyes) à Gray, entre les gares fermées de Villey-Crécey et de Til-Châtel.

## Histoire
La gare d'Is-sur-Tille est mise en service le 28 octobre 1872 par la Compagnie des chemins de fer de Paris à Lyon et à la Méditerranée (PLM), lorsqu'elle ouvre à l'exploitation la section de Dijon à Is-sur-Tille de sa ligne de Dijon à Langres.
Elle devient une gare de passage le 18 mai 1874, lors de l'ouverture de la section suivante d'Is-sur-Tille à Vaux-sous-Aubigny par la PLM.
En 1882, la PLM met en service la section de Châtillon-sur-Seine à Is-sur-Tille sur la ligne de Saint-Julien (Troyes) à Gray, avant de mettre en service la section d'Is-sur-Tille à Gray en 1888.

## Fréquentation
De 2015 à 2023, selon les estimations de la SNCF, la fréquentation annuelle de la gare s'élève aux nombres indiqués dans le tableau ci-dessous.
| Année     | 2015    | 2016    | 2017    | 2018    | 2019    | 2020   | 2021   | 2022    | 2023    |
| --------- | ------- | ------- | ------- | ------- | ------- | ------ | ------ | ------- | ------- |
| Voyageurs | 173 034 | 166 581 | 174 961 | 154 136 | 137 104 | 68 254 | 69 060 | 154 522 | 163 850 |

## Service des voyageurs

### Accueil
Gare SNCF, elle dispose d'un bâtiment voyageurs ouvert tous les jours, avec un guichet ouvert du lundi au vendredi et fermé le week-end. Elle est équipée d'automates pour l'achat de titres de transport.

### Desserte
La gare d'Is-sur-Tille est desservie par des trains régionaux du réseau TER Bourgogne-Franche-Comté qui la relient aux Laumes - Alésia via Dijon-Ville.
Elle est également desservie par des trains du réseau TER Grand Est qui la relient à Culmont - Chalindrey, Troyes, Nancy, Reims et Paris-Est.

### Intermodalité
Un parc pour les vélos et un parking sont aménagés.
Elle est desservie par des cars Mobigo (lignes 101, 102 et 125).

### Galerie
|  |  |  |

|  |  |